# Anton Makovic
Anton Makovic, slovenski zdravnik porodničar in kirurg, * 11. januar 1750, Kostanjevica na Krki, † 17. oktober 1803, Idrija.

## Življenje in delo
Medicino je študiral na Dunaju, kjer je leta 1776 pridobil magisterij iz anatomije porodništva in kirurgije.V Ljubljani je imel zasebno zdravniško prakso. Leta 1781 je postal član obnovljene Academie operosorum; to mu je pomagalo do pedagoške kariere. Na Mediko-kirurškem liceju je predaval porodništvo in leta 1788 kot prvi pričel poučevati babice v slovenščini. Leta 1782 je po porodniški knjigi za babice Raphaela J. Steidla pripravil nemško-slovensko izdajo knjige Prašanja inu odgovori čez všegarstvu, ki velja za prvo slovensko zdravstveno strokovno delo. Leta 1788 je izdal še učbenika Podvučenje za babice in Všegarske bukve za babice na deželi. Leta 1783 je bil imenovan za deželnega stanovskega kirurga, 1790 pa so mu prepustili še skrb za organizacijo porodniške službe na Kranjskem. Leta 1797 je odšel v Idrijo. Tu je ostal do smrti in deloval kot rudniški obratni kirurg in porodničar ter skrbel za vzgojo in strokovni pouk babic.